# Mart Helme

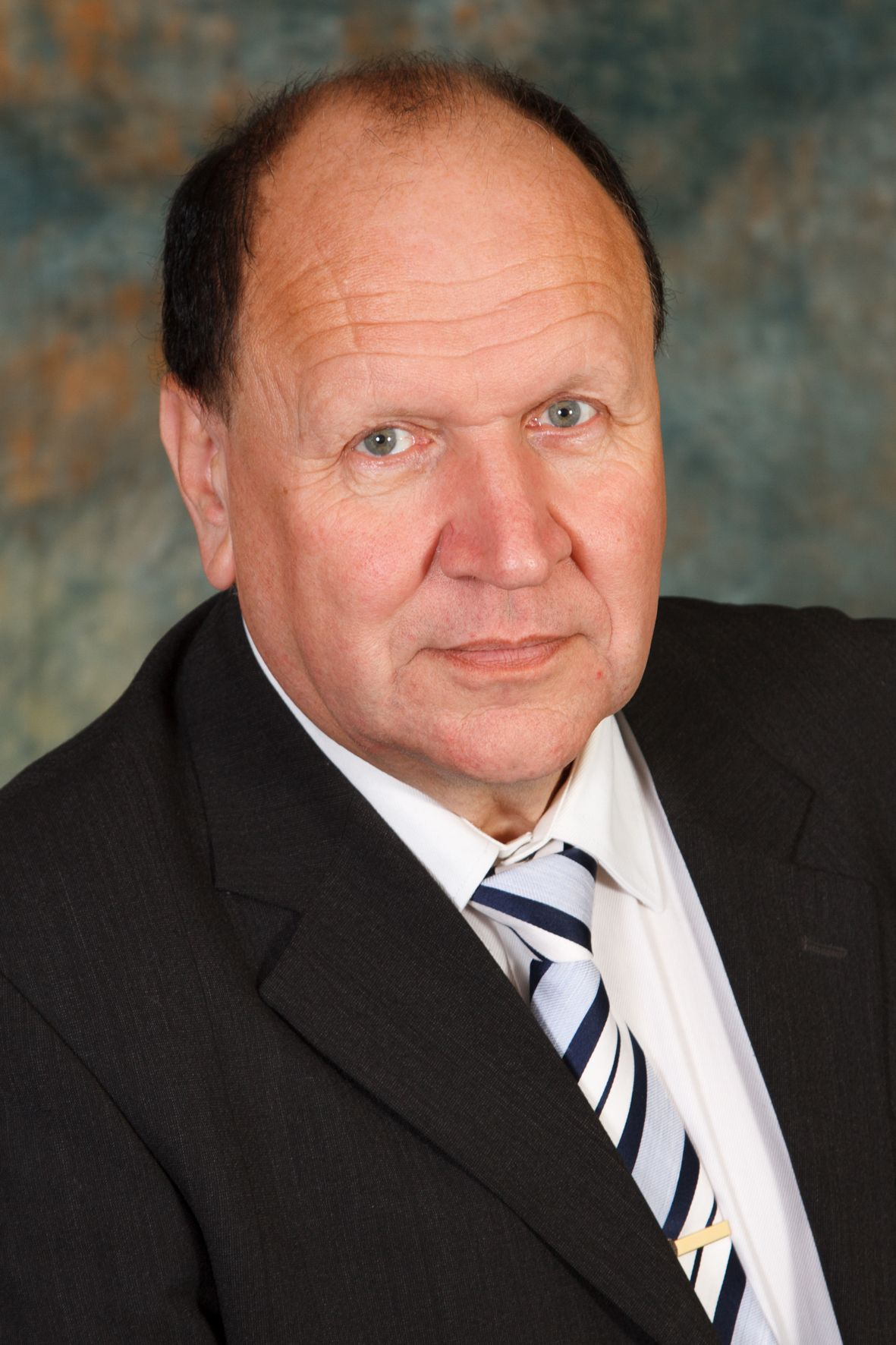
Mart Helme (2013).

Mart Helme, född 31 oktober 1949 i Pärnu i dåvarande Estniska SSR, är en estnisk historiker, journalist, diplomat och nationalkonservativ politiker. Han var från 13 april 2013 till 4 juli 2020 partiledare för det högerpopulistiska Estlands konservativa folkparti, EKRE, och efterträddes därefter av sin son Martin Helme. Han var från 29 april 2019 till 9 november 2020 Estlands inrikesminister i Jüri Ratas andra regering.

## Biografi
Helme föddes 1949 i Pärnu. Hans far var soldat i den estniska SS-legionen under andra världskriget, och Helme har senare angivit faderns historier om striderna på östfronten som en källa till hans estniska nationalistiska engagemang, trots uppväxten i Sovjetunionen. Han tog en examen i historia från Tartu universitet 1973 och var under ungdomstiden musiker och sångare samt medlem av flera band.
Helme var 1995–1999 Estlands ambassadör till Ryssland och ansvarade där bland annat för gränsförhandlingarna med Ryssland. 
2003–2005 var Helme medlem av agrarpartiet Estlands folkunion (EME). Efter partiets förening med Estniska patriotiska rörelsen (ERL) 2012 blev Helme medlem av det förenande partiet Estlands konservativa folkparti, EKRE, och valdes till partiledare för EKRE följande år. Partiet växte under Helmes ledning i 2015 års val till att bli ett av de större oppositionspartien, och blev efter stora framgångar i 2019 års val medlem av Jüri Ratas mitten-höger-regeringskoalition.
Helme avgick i juli 2020 från partiledarposten i EKRE och efterträddes av sin son, finansministern Martin Helme. I november samma år orsakade Mart Helmes yttranden om presidentvalet i USA 2020 en regeringskris. Helme hade i en radiointervju förklarat Joe Bidens preliminära valseger vara resultatet av valfusk, kallat Joe Biden och hans son Hunter Biden korrupta, och sagt sig övertygad om att Donald Trump skulle visa sig segra i valet. Med anledning av Helmes yttranden kritiserade oppositionen i parlamentet honom för att äventyra Estlands utrikes- och säkerhetspolitik och drev fram en omröstning om misstroendeförklaring. Helme förekom omröstningen genom att lämna in sin avskedsansökan som minister 9 november, på morgonen innan omröstningen i Riigikogu skulle hållas. En liknande kontrovers uppstod 2019, med anledning av att Helme i en intervju nedsättande kallat Finlands nyvalda statsminister Sanna Marin för ett "affärsbiträde", vilket i sin tur föranledde Estlands president Kersti Kaljulaid att officiellt framföra sina ursäkter till Finlands president och regering.

## Familj och privatliv
Helmes son, Martin Helme, är också EKRE-politiker och blev samtidigt som fadern minister i regeringen Ratas 2019, som finansminister. Dottern Maarja Vaino är litteraturvetare och författaren Peeter Helme är Marts brorson.
Helme äger herrgården i Suure-Lähtru i Lääne-Nigula kommun i västra Estland.

## Politiska positioner
Helme har intagit en nationalistisk och euroskeptisk position i förhållande till EU, och har sagt sig vilja motverka en utveckling i Europafederalistisk riktning. Han har även i flera sammanhang gjort uttalanden som kan karakteriseras som högerextrema. I samband med Tallinns Prideparad 2017 sa Helme bland annat att polisens begränsade resurser inte bör läggas på att vakta "perversas parader".